# Raymondcia
Raymondcia is een mosdiertjesgeslacht uit de  familie van de Smittinidae en de orde Cheilostomatida

## Soorten
- Raymondcia gemmata (Jullien in Jullien & Calvet, 1903)
- Raymondcia klugei (Gontar, 1982)
- Raymondcia majuscula (Smitt, 1867)
- Raymondcia mcginitiei Soule, Soule & Chaney, 1995
- Raymondcia osburni Soule, Soule & Chaney, 1995
- Raymondcia rigida (Lorenz, 1886)